# Born to Die: The Paradise Edition
«Born to Die: The Paradise Edition» — переиздание американской певицы Ланы Дель Рей студийного альбома Born to Die   (2012). Выпущен 9 ноября 2012 года под лейблами Polydor и Interscope. Также одновременно с переизданием был выпущен мини-альбом Paradise, в который вошли 8 новых треков, которыми был дополнен оригинальный альбом. Рик Новелл и Эмили Хейни были единственными, кто работал над двумя этими сборниками вместе.
The Paradise Edition вошёл в мировые музыкальные чарты и обошёл даже Born to Die и Paradise. В то время, как проект не поддерживался, синглы «Ride» и «Burning Desire» официально вышли 25 сентября 2012 года, после чего вошли в Paradise. В марте 2013 года к выпуску готовился сингл «Dark Paradise», после чего вошёл в студийный альбом. Официальный ремикс на «Summertime Sadness» от Седрика Гервайса был выпущен 11 июля 2013 года и вошёл как официальное дополнение в The Paradise Edition.

## Создание и релиз
Это не новый альбом, это больше как запоздалая мысль, что Born to Die: The Paradise Edition. Это как семь новых песен, которые вроде поставили точку в отчете, что я делала, когда я создавала запись. Это красиво.
В январе 2012 года Лана Дель Рей выпустила свой второй студийный альбом Born to Die под лейблами Polydor Records, Interscope Records и Stranger Records.. Альбом дебютировал со второй строчки в американском чарте Billboard 200. В первую неделю было продано 77 тысяч экземпляров. Таким образом, альбом стал открытием недели. В июле  2012 года Лана Дель Рей призналась, что собирается выпустить расширенную версию альбома Born to Die под названием The Paradise Edition. Она сказала, что в него войдут 7 новых треков и выйдет он через год. В  сентябре Лана Дель Рей представила две обложки к сборникам Paradise и The Paradise Edition . На обложке изображена стоящая в золотистом купальнике Лана Дель Рей на фоне тропических деревьев. Надписи были выполнены в её фирменном шрифте темно-золотистого градиента.
В конечном итоге оба сборника Paradise и The Paradise Edition были выпущены 9 ноября 2012 года в Австралии, а в Соединённых Штатах  он стал доступен только 13 ноября. Два диска-сборника были расположены в одной упаковке, в то время как цифровая версия начала продаваться в iTunes Store. Новый сборник был длиннее по времени, чем «Paradise». Поэтому в магазине iTunes The Paradise Edition был разделен и назван как Born to Die (Deluxe Version), The Paradise Edition и Paradise  были выпущены на виниле 20 ноября 2012 года. Два больших диска входили в одну упаковку. 4 декабря 2012 года альбом Born to Die был в конечном итоге выпущен на виниле. Дель Рей никак это не прокомментировала, поскольку альбом должен был выйти на виниле намного раньше, чем два новых сборника. The Paradise Edition содержал в себе 9 новых и ранее не выпущенных треков, несколько ремиксов, физическую запись, шесть видеоклипов в формате DVD, четыре напечатанных фотографии и 2 диска с ремиксами песни «Blue Velvet».

## Продвижение альбома
Сингл «Ride» первоначально должен был быть в альбоме The Paradise Edition, после чего решили, что он должен войти в Paradise, и производство было продлено. Премьера сингла состоялась 25 сентября 2012 года  в чарте iTunes. Песня располагалась на первой неделе на 21 и 26 местах в американском чартах Billboard Rock Songs и Adult Alternative Songs, но позже она стала терять популярность и начала снижение. Сборник The Paradise Edition был выпущен, а 1 марта 2013 года вышел новый сингл, шестой по счету в альбоме, Born to Die. Сингл был популярен и даже вошёл в несколько мировых чартов.

## Продажи и коммерция
The Paradise Edition вместе с альбомом Born to Die долго держались в американском чарте Billboard 200 и располагались на строчках номер 79 и 37, что позволило продать ещё 16 тысяч экземпляров альбомов. После прослушивания двух альбомов Born to Die и Paradise в Европе альбомы попали также и в европейские чарты. Альбомы заняли 4-е место в чарте Polish Albus Chart и соответственно достигли 6-го и 15-го мест в чарте Ultratop  во Фландрии и в Валлонии. Проект достиг 15-го места в Нидерландском MegaCharts и появился на 22-м месте в Suomen virallinen lista и в Шведском чарте Sverigetopplistan. Несмотря на то, что конкретная позиция графиков не была выпущена, альбом The Paradise Edition стал золотым в чарте Syndicat National de l’Édition Phonographique во Франции. В Океании альбом достиг 17-го места в Австралийском чарте ARIA Charts и также получил платиновый сертификат в этой стране. Проект попал на 6-е место в Официальном чарте Новой Зеландии и также получил платиновый сертификат в этой стране.

## Список композиций
Информация взята из официального буклета альбома Born to Die: The Paradise Edition.

### Диск 1
| №                   | Название                      | Автор(ы)                   | Продюсеры                                                 | Длительность |
| ------------------- | ----------------------------- | -------------------------- | --------------------------------------------------------- | ------------ |
| 1.                  | «Born to Die»                 | Lana Del Rey Justin Parker | Emile Haynie Parker [b]                                   | 4:46         |
| 2.                  | «Off to the Races»            | Del Rey Tim Larcombe       | Patrik Berger Haynie                                      | 5:00         |
| 3.                  | «Blue Jeans»                  | Del Rey Haynie Dan Heath   | Haynie                                                    | 3:30         |
| 4.                  | «Video Games»                 | Del Rey Parker             | Robopop                                                   | 4:42         |
| 5.                  | «Diet Mountain Dew»           | Del Rey Mike Daly          | Haynie Jeff Bhasker [a] Daly [b]                          | 3:43         |
| 6.                  | «National Anthem»             | Del Rey Parker The Nexus   | Haynie Bhasker [c] David Sneddon [b] James Bauer-Mein [b] | 3:51         |
| 7.                  | «Dark Paradise»               | Del Rey Rick Nowels        | Haynie Nowels [a]                                         | 4:03         |
| 8.                  | «Radio»                       | Del Rey Parker             | Haynie Parker [c]                                         | 3:34         |
| 9.                  | «Carmen»                      | Del Rey Parker             | Haynie Bhasker [c] Parker [b]                             | 4:08         |
| 10.                 | «Million Dollar Man»          | Del Rey Chris Braide       | Haynie Braide                                             | 3:51         |
| 11.                 | «Summertime Sadness»          | Del Rey Nowels             | Haynie Nowels [a]                                         | 4:25         |
| 12.                 | «This Is What Makes Us Girls» | Del Rey Larcombe Jim Irvin | Al Shux Haynie                                            | 3:58         |
| 13.                 | «Without You»                 | Del Rey Skarbek            | Haynie                                                    | 3:49         |
| 14.                 | «Lolita»                      | Del Rey Howe Robinson      | Haynie Howe [a]                                           | 3:40         |
| 15.                 | «Lucky Ones»                  | Del Rey Nowels             | Haynie Nowels [a]                                         | 3:45         |
| Общая длительность: | Общая длительность:           | Общая длительность:        | Общая длительность:                                       | 60:40        |

| №                   | Название                          | Автор(ы)            | Продюсеры           | Длительность |
| ------------------- | --------------------------------- | ------------------- | ------------------- | ------------ |
| 16.                 | «Video Games» (Joy Orbison Remix) | Del Rey Parker      | Robopop Orbison [d] | 4:59         |
| Общая длительность: | Общая длительность:               | Общая длительность: | Общая длительность: | 65:39        |

### Диск 2
| №                   | Название            | Автор(ы)                | Продюсеры           | Длительность |
| ------------------- | ------------------- | ----------------------- | ------------------- | ------------ |
| 1.                  | «Ride»              | Del Rey Parker          | Рик Рубин           | 4:49         |
| 2.                  | «American»          | Del Rey Nowels Haynie   | Nowels Haynie [a]   | 4:08         |
| 3.                  | «Cola»              | Del Rey Nowels          | Nowels DK [a]       | 4:20         |
| 4.                  | «Body Electric»     | Del Rey Nowels          | Nowels Dan Heath    | 3:53         |
| 5.                  | «Blue Velvet»       | Lee Morris Bernie Wayne | Haynie              | 2:38         |
| 6.                  | «Gods & Monsters»   | Del Rey Tim Larcombe    | Larcombe Haynie [c] | 3:57         |
| 7.                  | «Yayo»              | Lana Del Rey            | Heath Haynie        | 5:21         |
| 8.                  | «Bel Air»           | Del Rey Heath           | Heath               | 3:57         |
| Общая длительность: | Общая длительность: | Общая длительность:     | Общая длительность: | 33:07        |

| №                   | Название            | Автор(ы)            | Продюсеры           | Длительность |
| ------------------- | ------------------- | ------------------- | ------------------- | ------------ |
| 9.                  | «Burning Desire»    | Del Rey Parker      | Haynie              | 3:51         |
| Общая длительность: | Общая длительность: | Общая длительность: | Общая длительность: | 36:58        |

| №                   | Название                                               | Автор(ы)            | Продюсеры           | Длительность |
| ------------------- | ------------------------------------------------------ | ------------------- | ------------------- | ------------ |
| 10.                 | «Summertime Sadness» (Lana Del Rey vs. Cedric Gervais) | Del Rey Nowels      | Cedric Gervais      | 6:52         |
| Общая длительность: | Общая длительность:                                    | Общая длительность: | Общая длительность: | 43:50        |

| №                   | Название                                           | Автор(ы)                 | Продюсеры           | Длительность |
| ------------------- | -------------------------------------------------- | ------------------------ | ------------------- | ------------ |
| 9.                  | «Blue Velvet» (Penguin Prison Remix)               | Wayne Morris             | Haynie              | 5:03         |
| 10.                 | «Summertime Sadness» (Todd Terry Remix)            | Del Rey Nowels De Jour   | Haynie Nowels       | 6:26         |
| 11.                 | «National Anthem» (bretonLABS Remix)               | Del Rey Parker The Nexus | Haynie Bhasker      | 4:01         |
| 12.                 | «Blue Jeans» (RAC Mix)                             | Del Rey Haynie Heath     | Haynie              | 3:42         |
| 13.                 | «Born to Die» (Kris Di Angelis 'Love Below' Remix) | Del Rey Parker           | Haynie              | 5:10         |
| 14.                 | «Video Games» (Jakwob and Etherwood Remix)         | Del Rey Parker           | Robopop             | 3:44         |
| Общая длительность: | Общая длительность:                                | Общая длительность:      | Общая длительность: | 81:49        |

### Бонус треки
| №                   | Название                                  | Автор(ы)                 | Продюсеры                                    | Длительность |
| ------------------- | ----------------------------------------- | ------------------------ | -------------------------------------------- | ------------ |
| 1.                  | «Video Games» (Joy Orbison Remix)         | Del Rey Parker           | Robopop Sterling Fox Joy Orbison [d]         | 5:03         |
| 2.                  | «Video Games» (Omid 16B Remix)            | Del Rey Parker           | Robopop Omid Nourizadeh [d]                  | 5:13         |
| 3.                  | «Born to Die» (Moodymann Remix)           | Del Rey Parker           | Haynie Parker Moody [d]                      | 6:14         |
| 4.                  | «Born to Die» (Gemini Remix)              | Del Rey Parker           | Haynie Parker Thomas Slinger PKA Gemini [d]  | 4:51         |
| 5.                  | «Blue Jeans» (Gesaffelstein Remix)        | Del Rey Haynie Dan Heath | Haynie Gesaffelstein                         | 4:34         |
| 6.                  | «Blue Jeans» (Penguin Prison Remix)       | Del Rey Haynie Dan Heath | Haynie Penguin Prison                        | 5:40         |
| 7.                  | «National Anthem» (Fred Falke Remix Edit) | Del Rey Parker The Nexus | Haynie The Nexus Jeff Bhasker Fred Falke [d] | 3:49         |
| 8.                  | «National Anthem» (Tensnake Remix)        | Del Rey Parker The Nexus | Haynie The Nexus Bhasker                     | 3:46         |
| Общая длительность: | Общая длительность:                       | Общая длительность:      | Общая длительность:                          | 40:10        |

| №                   | Название                            | Режиссёры                      | Длительность |
| ------------------- | ----------------------------------- | ------------------------------ | ------------ |
| 1.                  | «Video Games» (music video)         | Del Rey                        | 4:47         |
| 2.                  | «Born to Die» (music video)         | Mourad Balkeddar Yoann Lemoine | 4:47         |
| 3.                  | «Blue Jeans» (music video)          | Oualid Mouaness Lemoine        | 4:19         |
| 4.                  | «Blue Jeans» (Lana Del Rey version) | Del Rey                        | 4:01         |
| 5.                  | «National Anthem» (music video)     | Heather Heller Anthony Mandler | 7:49         |
| 6.                  | «Summertime Sadness» (music video)  | Spencer Susser Kyle Newman     | 4:43         |
| Общая длительность: | Общая длительность:                 | Общая длительность:            | 30:26        |

| №                   | Название                             | Автор(ы)            | Продюсеры                 | Длительность |
| ------------------- | ------------------------------------ | ------------------- | ------------------------- | ------------ |
| 1.                  | «Blue Velvet»                        | Wayne Morris        | Haynie                    | 2:38         |
| 2.                  | «Blue Velvet» (Penguin Prison Remix) | Wayne Morris        | Haynie Penguin Prison [d] | 5:03         |
| Общая длительность: | Общая длительность:                  | Общая длительность: | Общая длительность:       | 7:41         |

## Чарты
| Чарт (2012—2013)                    | Высшая позиция |
| ----------------------------------- | -------------- |
| Австралия (ARIA)                    | 17             |
| Бельгия/Фландрия (Ultratop)         | 6              |
| Бельгия/Валлония (Ultratop)         | 15             |
| Нидерланды (Album Top 100)          | 15             |
| Финляндия (Suomen virallinen lista) | 20             |
| Japanese Albums (Oricon)            | 35             |
| Mexican Albums (Top 100 Mexico)     | 22             |
| Новая Зеландия (RMNZ)               | 6              |
| Польша (ZPAV)                       | 4              |
| Швеция (Sverigetopplistan)          | 22             |

## Сертификация
| Регион | Сертификация       | Продажи |
| --- | ------------------ | ------- |
| Австралия (ARIA) | Платиновый         | 70 000^ |
| Франция (SNEP) | Золотой            | 50 000* |
| Мексика (AMPROFON) | Платиновый+Золотой | 90 000^ |
| Новая Зеландия (RMNZ) | Платиновый         | 15 000^ |
| Испания (PROMUSICAE) | Платиновый         | 40 000^ |
| Швеция (GLF) | 2× Платиновый      | 80 000  |
| * Данные о продажах приведены только на основе сертификации. · ^ Данные о тиражах приведены только на основе сертификации. · Данные о продажах + прослушиваниях приведены только на основе сертификации. |                    |         |

## История релиза
| Страна         | Дата релиза    | Формат              | Лейбл              | Примечания    |
| -------------- | -------------- | ------------------- | ------------------ | ------------- |
| Австралия      | 9 ноября 2012  | CD digital download | Interscope Polydor | [ 11 ] [ 48 ] |
| Великобритания | 9 ноября 2012  | CD digital download | Interscope Polydor | [ 49 ] [ 50 ] |
| США            | 13 ноября 2012 | CD digital download | Interscope Polydor | [ 12 ] [ 13 ] |
| США            | 20 ноября 2012 | LP                  | Interscope Polydor | [ 15 ]        |
| США            | 4 декабря 2012 | Box set             | Interscope Polydor | [ 18 ]        |